# Spear Tower
Spear Tower (One Market Plaza) – wieżowiec w San Francisco w Stanach Zjednoczonych. Ma niecałe 172 metry wysokości i 43 piętra. Jego powierzchnia użytkowa jest wykorzystywana głównie jako biura, powierzchnie handlowe i gastronomia. Zaprojektowała go firma Welton Becket Associates. Zaprojektowano go w stylu międzynarodowym. Jego budowa zakończyła już w 1976 roku. Wykonano go głównie ze szkła i stali. W 1996 budynek przeszedł renowację, którą przeprowadziła firma Cesar Pelli & Associates.